# دنیل پندین
دنیل پندین (انگلیسی: Daniel Pendín؛ زادهٔ ۲۹ اکتبر ۱۹۷۴) بازیکن فوتبال اهل آرژانتین است.
از باشگاه‌هایی که در آن بازی کرده‌است می‌توان به باشگاه فوتبال نیولز اولد بویز و باشگاه فوتبال خرز اشاره کرد.